# Nova Cronica

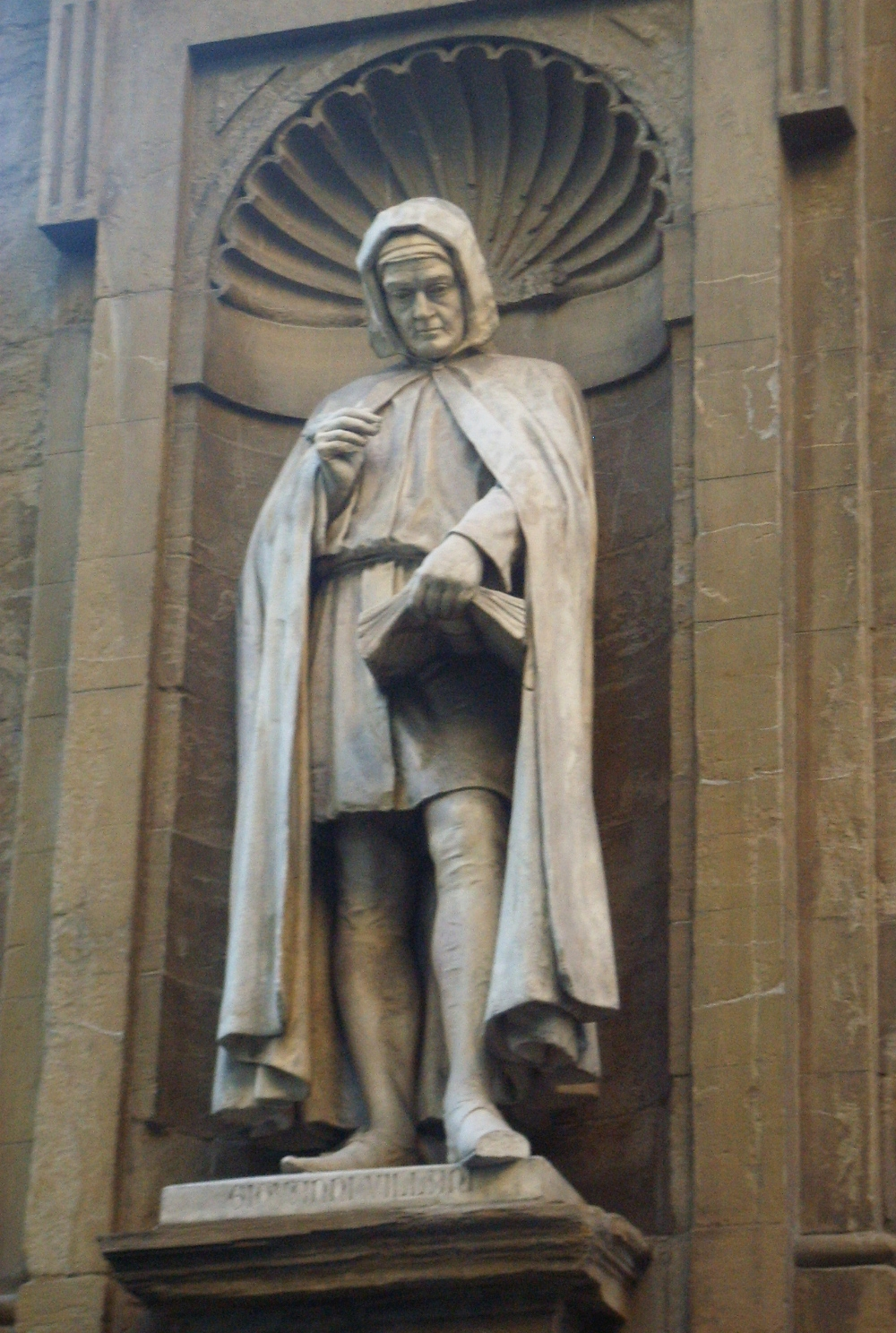
Statue de Giovanni Villani dans la Loggia del Mercato Nuovo à Florence.

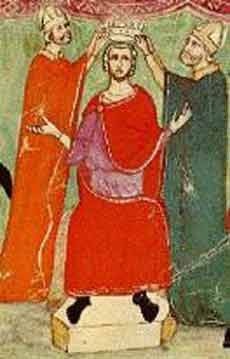
Le couronnement de Manfred de Sicile dans un manuscrit de la Cronica ; au XVIe siècle, il y avait plusieurs versions de la Cronica sous forme imprimée ainsi que sous forme de manuscrit enluminé.

La Nova Cronica traduction littérale Nouvelles Chroniques est une histoire de Florence du XIVe siècle créée dans un format linéaire par année et écrite par le banquier et fonctionnaire Giovanni Villani (vers 1276 ou 1280 – 1348). L'idée lui est venue après avoir assisté au premier Jubilé à Rome en 1300  et  a ainsi écrit une histoire des origines de sa  ville Florence. Dans sa Cronica, Villani décrit en détail les nombreux projets de construction de la ville, des informations statistiques sur la population, les ordonnances, le commerce  l'éducation et les installations religieuses. Il a également décrit plusieurs catastrophes telles que des famines, des inondations, des incendies et la pandémie de la peste noire en 1348, qui lui a coûté la vie,. Le travail de Villani sur la Nova Cronica a été poursuivi par son frère Matteo (d'avril 1348 à juillet 1363) et son neveu Filippo (jusqu'en 1364) après sa mort,,. Il a été décrit comme la première œuvre comportant des statistiques .
Le manuscrit le plus ancien est celui de la Bibliothèque du Vatican BAV Chigiano L VIII 296, datant de l'époque de la composition.

## Organisation
La Cronica de Giovanni Villani est divisée en treize livres; les six premiers traitent de l'histoire  légendaire de Florence, commencent à l'époque biblique conventionnelle jusqu'en 1264. La deuxième phase, en six livres, couvre l'histoire de 1264  jusqu'en 1346. Villani décrit les événements dans sa Cronica  à travers des comptes rendus d'année par année . Les chroniques de Villani sont entrecoupées d'épisodes historiques rapportés tels qu'il les a entendus, ce qui conduit à des inexactitudes historiques, avec des erreurs dans les biographies de personnes historiques ou contemporaines vivant en dehors de Florence (même  des monarques bien connus). Cependant, sa description d'événements tels que la bataille de Crécy en 1346 est assez précise selon l'historien Kelly DeVries. Kenneth R. Bartlett et Louis Green déclarent tous deux que Cronica de Villani représente une rupture avec les chroniques médiévales par l'adoption d'une approche plus moderniste dans la description des événements et les statistiques, mais toujours médiévale vu que Villani s’appuie sur la providence divine pour justifier les événements, .